# Aptesis pallidinervis
Aptesis pallidinervis là một loài tò vò trong họ Ichneumonidae.